# Звенигородка (Кировоградская область)
Звенигоро́дка (укр. Звенигородка) — село в Александрийской городской общине Александрийского района Кировоградской области Украины.
Население по переписи 2001 года составляло 1108 человек. Почтовый индекс — 28025. Телефонный код — 5235. Код КОАТУУ — 3510390401.